# Kiminori Matsuyama
Kiminori Matsuyama (* 1957) ist ein japanischer Wirtschaftswissenschaftler.

## Werdegang, Forschung und Lehre
Matsuyama studierte zunächst an der Universität Tokio, an der er als Bachelor of Arts in Internationalen Beziehungen 1980 graduierte. Anschließend ging er in die Vereinigten Staaten, wo er 1987 an der Harvard University sein Ph.D.-Studium in Wirtschaftswissenschaft abschloss.
Seit 1987 gehört Matsuyama zum akademischen Personal der Northwestern University, zunächst als Assistant Professor, ab 1991 als Associate Professor. Seit 1995 ist er ordentlicher Professor für Wirtschaftswissenschaft an der Hochschule. 
Matsuyamas Haupttätigkeitsgebiete sind der internationale Handel und Fragen der Makroökonomie. Insbesondere setzt er sich eingehend mit Themen rund um Wirtschaftswachstum, wirtschaftliche Entwicklung, Einkommensungleichheit, Strukturwandel und endogene Konjunkturschwankungen auseinander. 
1996 erhielt Matsuyama als zweiter Preisträger den Nakahara Prize der Japanischen Ökonomischen Vereinigung. 2005 hielt er die renommierte Lawrence-R.-Klein-Vorlesung des International Economic Review. 1986/87 war er Sloan Fellow, seit 1999 ist er Fellow der Econometric Society und seit 2016 Research Fellow des Centre for  Economic Policy  Research.